# Mustafa Duygulu
Mustafa Duygulu (İzmir, 31 oktober 1986) is een Nederlands acteur, filmregisseur en scenarioschrijver van Turkse afkomst.
Duygulu werd geboren in Turkije en verhuisde op tweejarige leeftijd naar Nederland, waar hij opgroeide in Rotterdam-Zuid en Eindhoven. In 2009 is hij afgestudeerd aan de Toneelacademie Maastricht. 

## Filmografie

### Als acteur
- 2008: Flikken Maastricht, als Imre Koçal (afl. "Verliefd")
- 2008: Biz, als Serkan
- 2010: Nederland Ruimt Op, als schrijver
- 2011: A'dam - E.V.A., als hamsterjongen (afl. "Hamsterdam")
- 2011: Sterk. als Metin Yilmaz
- 2012: Hoe overleef ik?, als Sam (4 afl.)
- 2012: Roken als een Turk
- 2012-2017: Van God los, als Gokhan Sinan, Musa (2 afleveringen)
- 2012: Bowy is inside, als Baris
- 2013: Aaf, als agent (afl. "Vaderdag")
- 2013: Wolf, als Baris
- 2014: Freeze, als surfer
- 2014–2017: Celblok H, als Altan Cetin (46 afl.)
- 2015: J. Kessels, als de Turk
- 2015: Lockbuster, als actieheld
- 2016: Flikken Rotterdam, als Istanbul (afl. "Slachter")
- 2017: Voor elkaar gemaakt, als voetballer
- 2017: De mannentester, als Elias de Pater (afl. "Justine")
- 2017: Nightshade, als Elias
- 2017: Nieuwe buren, als Sharif Taheri (3 afleveringen)
- 2018: Bladgoud, als Ronald
- 2018: Familie Kruys, als fotograaf (afl. "Het onverwachtte")
- 2018: Catacombe, als V.O. dealer in Casino
- 2019: Kapsalon Romy, als jonge arts
- 2019: DNA, als man met motor
- 2019: Colosseum, als Kahn
- 2019: De club van lelijke kinderen, als Kliener 1
- 2020: Commando's, als Joost
- 2021: De K van Karlijn, als dokter Winsenius
- 2021-2022: Dertigers, als Mike
- 2021: Herman vermoordt mensen, als Karim
- 2021: Forever Rich, als Abdel
- 2023-2025: Arcadia, als Damiaan 'Dax' Xaverius
- 2024: Nemesis, als Faber Metekohij

### Als scenarioschrijver
- 2012: Roken als een Turk
- 2016: Omega
- 2018: Catacombe
- 2018: Zomerbroeders
- 2020: De Oost
- 2021: Mocro Maffia: Komtgoed

### Als regisseur
- 2016: Omega
- 2018: Zomerbroeders
- 2020: Mocro Maffia (seizoen 2)
- 2021: Mocro Maffia: Meltem

## Theater als regisseur
- 2014: Closer
- 2015: Las Vegas
- 2016: Geef Rio maar de schuld